# Francisco de Elcarte
Francisco de Elcarte (fl. siglos XVII y XVIII) fue un médico español.

## Vida
Francisco de Elcarte era de origen navarro, posiblemente nacido en Pamplona. Se desconoce más información sobre su nacimiento o familia.
Estudió Medicina en la Universidad de Zaragoza, con el profesor José Lucas Casalete, que ejerció una gran influencia en el pensamiento de Elcarte. En Zaragoza realizó la mayor parte de sus actividades científicas durante la segunda mitad del siglo XVII, siendo una figura importante en la renovación científica en Aragón.
Tras su paso por la universidad regresó a Pamplona, donde trabajó como médico del cabildo de la Catedral de Pamplona, visitador general de los hospitales de Navarra e inspector de boticarios del reino navarro.

## Obra
Desde su posición en la Universidad de Zaragoza, José Lucas Casalete y un reducido número de médicos, entre los que se cuentan Francisco Elcarte, Juan Bautista Juanini, Juan de Cabriada y Nicolás Francisco San Juan y Domingo, formó un núcleo de renovadores de la medicina española de finales del siglo XVII y principios del XVIII que irradió desde Zaragoza, una corriente moderada entre los novatores.
Es conocido principalmente por su obra Stoterae medicinae selectae: qua appendi potest an sit rationalis methoduys magistri mei D. Josephi Casalete, Caesaraugustani Licei primari medicinae, profesoris in tria membra divisssa, Zaragoza (1687), editada por Manuel Román en Zaragoza. Se inscribe dentro de la corriente iniciada por Casalete, con críticas al galenismo tradicional, las sangrías  una defensa de la teoría de la circulación de la sangre de William Harvey desde posiciones moderadas. La obra se divide entres partes, en las que la primera y la tercera son una defensa de las doctrinas de Casalete en latín y la segunda una crítica del De morbiis endemiis Caesaraugustae (1686) de Nicolás Francisco San Juan y Domingo en castellano. Aunque Elcarte estaba básicamente de acuerdo con De morbiis endemiis Caesaraugustae, la primera topografía médica española, la considera de poco rigor en el estudio de las condiciones ambientales que influyen en la frecuencia de aparición de determinadas enfermedades.